# パラグアイの国旗

裏面。

縦横比2:3の別タイプ（表面）。

縦横比2:3の別タイプ（裏面）。

パラグアイの国旗は、赤白青の横三色旗。世界で唯一表と裏のデザインが違う国旗。表面の中央部には国章が、裏面の中央部はライオンと自由の帽子、「平和と正義」（PAZ Y JUSTICIA）と記したリボンを配置した国庫証印がある。

## 歴代の国旗

?1785年までの旗
?1785年の旗
?1785年 - 1811年
? 1811年までの王党派の旗
? 1811年の国旗
? 1811年の国旗
? 1811年-1812年の国旗
? 1812年の国旗
?1813年の国旗
?1813年-1840年の国旗
? 1812年-1826年の国旗
? 1826年-1842年の国旗
? 1842年-1954年の国旗。縦横比2:3
? 1842年-1954年の国旗の裏面。縦横比2:3
? 1924年の国旗
? 1954年-1988年の国旗。縦横比1:2
? 1954年-1988年の国旗の裏面。縦横比1:2
? 1988年-1990年の国旗。縦横比3:5
? 1988年-1990年の国旗の裏面。縦横比3:5
? 1990年-2013年の国旗。縦横比11:20
? 1990年-2013年の国旗の裏面。縦横比11:20
海軍用国籍旗
大統領旗

## 脚註
1. ↑  http://blog.allianceport.jp/aptv/2013/08/post-5.html